# Station Arnad
Station Arnad was een spoorwegstation van de spoorlijn Chivasso-Ivrea-Aosta, gelegen in de gemeente Arnad (Aostadal-Italië). Het station werd zoals de spoorlijn in 1886 geopend.